# Tredenborg
Tredenborg är en stadsdel i södra Sölvesborg och en tidigare småort som 2015 växte samman med tätorten Sölvesborg.

## Samhället
Stadsdelen har sedan lång tid varit ett populärt fritidsområde där det även finns en välbesökt familjecamping med en stor badplats. Ett stort antal sommarstugor växte upp under tiden efter andra världskriget, då området öppnades för allmänheten efter att delar av detsamma hade varit militärt område. Stadsdelen hade länge karaktären av rent sommarstugeområde, en bild som på senare tid börjat förändras. I och med att inflyttningen av permanentboende ökat, finns sedan 1990-talets mitt bl.a. postgång till området året runt, vilket givetvis har underlättat ett åretruntboende. 
Stadsdelen har förutom camping, även flera mindre, pittoreska badplatser och strövområden. Dessa är livligt besökta året runt av såväl ortsbor som turister. 

## Kommunikationer
Stadsdelen har i perioder, senast vid 1950-talets slut, haft ångbåtstrafik till Sandviken/Västra Näs/Sölvesborg. Under långa tider har det sommartid funnits busstrafik till området, senast sommaren 2018. Fr.o.m. sommaren 2019 finns inte längre detta, däremot finns regelbunden, daglig busstrafik året runt till det närliggande bostadsområdet Falkvik, varifrån avståndet till Tredenborg är en dryg kilometer.